# Marc Justaert
Marc Justaert (Alsemberg, 5 juni 1950) is een Belgisch bestuurder. Hij was van 1993 tot 2014 voorzitter van het Landsbond der Christelijke Mutualiteiten.

## Levensloop
Marc Justaert behaalde een licentie in de rechten aan de Katholieke Universiteit Leuven en een bijzondere licentie sociaal recht aan de Vrije Universiteit Brussel. Hij werkte van 1976 tot 1981 op de studiedienst Cepess van de christendemocratische partijen CVP en PSC. Onder de rooms-blauwe regeringen onder leiding van Wilfried Martens in de jaren 1980 was hij eerst adviseur en nadien adjunct-kabinetschef van minister van Sociale Zaken Jean-Luc Dehaene. In 1988 werd hij kabinetschef van minister van Tewerkstelling en Arbeid Luc Van den Brande.
In september 1993 werd hij in opvolging van Jean Hallet voorzitter van de Landsbond der Christelijke Mutualiteiten nadat hij er vanaf 1990 achtereenvolgens jurist en directeur was. In juni 2014 volgde Luc Van Gorp hem in deze functie op.
In 2015 volgde Justaert Greta D'Hondt op als voorzitter van de vzw Welzijnszorg, de grootste armoedebestrijdingsorganisatie in Vlaanderen en Brussel. Datzelfde jaar werd hij tevens voorzitter van de algemene raad van het Rijksinstituut voor Ziekte- en Invaliditeitsverzekering (RIZIV). Hij is tevens voorzitter van de culturele instelling Ancienne Belgique.